# Tatianne Cabral
Tatianne Ingrid Pires Cabral (ur. 9 stycznia 1979 na terenie Gwinei Bissau) – koszykarka reprezentująca Republikę Zielonego Przylądka, uczestniczka mistrzostw Afryki 2005.
Na mistrzostwach w 2005 roku, reprezentacja Republiki Zielonego Przylądka zajęła siódme miejsce. Podczas tego turnieju, Cabral wystąpiła w pięciu meczach, w których zdobyła 24 punkty. Zanotowała także cztery asysty, pięć przechwytów, dziewięć zbiórek ofensywnych, 11 zbiórek defensywnych, a także 15 strat i 13 fauli. W sumie na parkiecie spędziła około 90 minut.